# 만지 (연호)
만지(万治, まんじ)는 일본의 연호(元号) 중 하나이다.
- 전후 : 메이레키(明暦) 이후 - 간분(寛文) 이전.
- 시기 : 1658년 ~ 1660년
- 천황 : 고사이 천황
- 쇼군 : 에도 막부의 도쿠가와 이에쓰나

## 개원(改元)
- 메이레키 4년 7월 23일(1658년 8월 21일), 에도의 대화재(메이레키 대화재) 등 재난을 이유로 개원.
- 만지 4년 4월 25일(1661년 5월 23일), 간분으로 개원된다.

## 출전
- 『사기』의 「衆民乃定、万国為治」.
- 『정관정요』의 「本固万事治」.

## 만지 시기에 일어난 일

### 죽음
- 원년
  - 다테 다다무네

## 서력과의 대조표
| 만지 | 원년   | 2년    | 3년    | 4년    |
| ---- | ------ | ------ | ------ | ------ |
| 서력 | 1658년 | 1659년 | 1660년 | 1661년 |
| 간지 | 무술   | 기해   | 경자   | 신축   |

## 같이 보기
- 일본의 연호 일람

| 이전 메이레키 | 일본의 연호 1658년 ~ 1661년 | 다음 간분 |